# Schloss Wartenstein

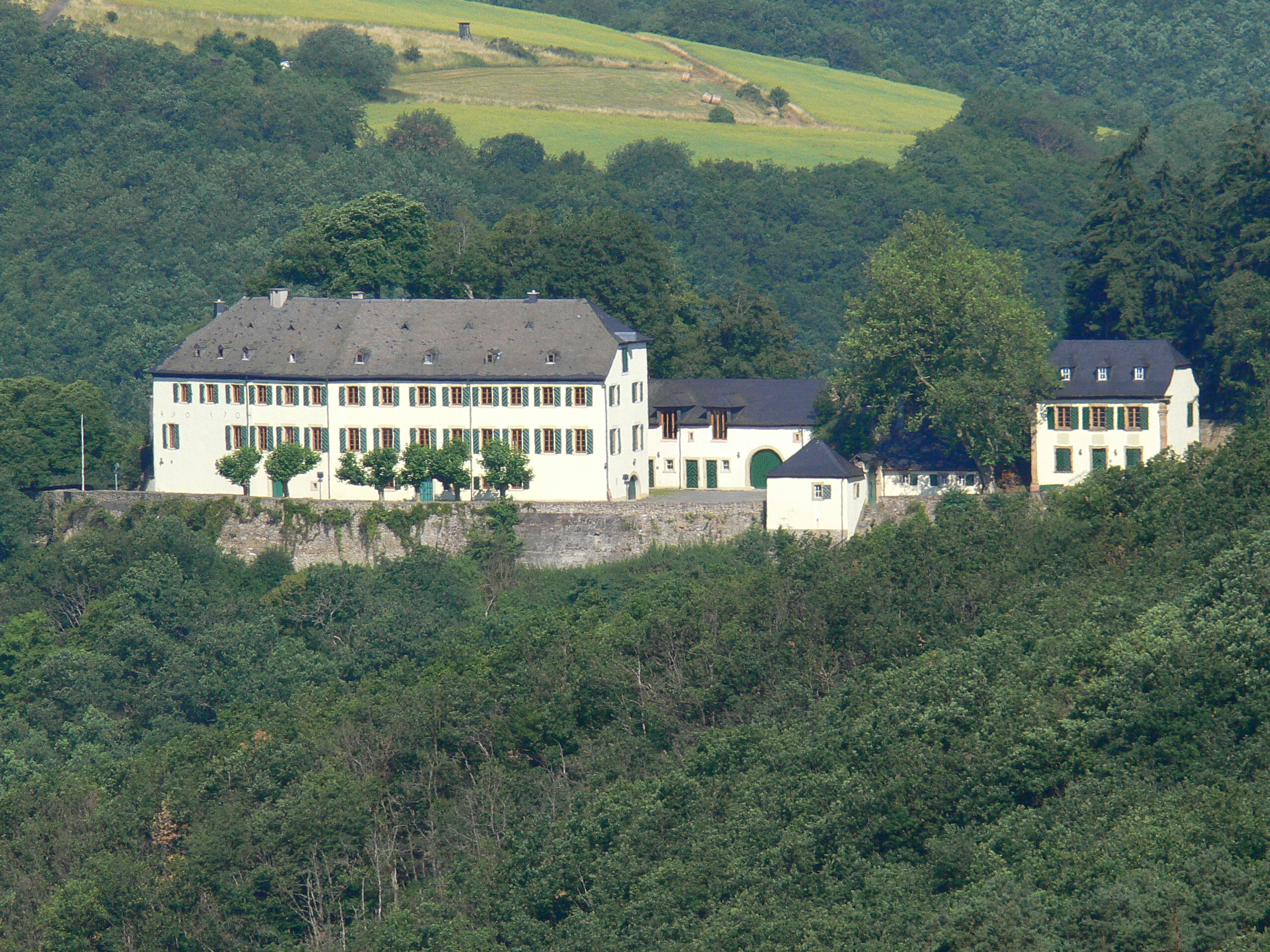
Schloss Wartenstein

Schloss Wartenstein ist eine ehemalige Burg nördlich von Kirn in Rheinland-Pfalz. Die Burg wurde um 1357 über dem Hahnenbachtal auf der Gemarkung von Oberhausen bei Kirn errichtet und dient heute als Ausflugsziel sowie Informationsstelle des Naturparks Soonwald-Nahe.

## Geschichte
Im Jahre 1357 errichtete Ritter Tilmann von Steinkallenfels, der Haupterbe der Heinzenberger Besitzungen, zwischen Kallenfels und Hennweiler eine neue Burg, genannt Wartel. Die Burg erstreckte sich fast 130 Meter über den Bergrücken.
Schon kurz nach der Erbauung trug Ritter Tilmann im Jahre 1359 die Burg für 800 Gulden dem Trierer Erzbischof Boemund zu Lehen auf. 1381 kam sie durch Heirat an den Schwiegersohn Tilmanns, Dietrich I. von Manderscheid, der sie jedoch im Jahre 1409 im Zuge einer Fehde aufgeben musste. 1414 wurde Johann von Schwarzenberg durch den Trierer Erzbischof Werner mit der Burg belehnt.
Ein Teil der Burg verblieb im Besitz der Familie bis zu deren Aussterben im Jahre 1583, danach wurde der Schwiegersohn des letzten Schwarzenberg, Johann von Warsberg, mit der Burg belehnt, der andere ging 1428 an Iliane von Thune, Witwe des Ritters Johann von Löwenstein und 1441 an deren Sohn Wolfram.
Im Jahre 1461 verkauften Dietrich Herr zu Manderscheid und Dietrich Graf zu Manderscheid, Herr zu Dune und zur Sleiden ihre Hälfte des Schlosses Wartenstein an den Kurfürsten Johann von Trier, den Grafen Adolf von Nassau-Saarbrücken und an Wirich von Daun-Falkenstein.
Von diesen wurden in den Jahren 1461 bis 1469 verschiedene bauliche Veränderungen an den Mauern, am Kelterhaus, den Stallungen und der Brücke vorgenommen. Gemeinsam bestellter Amtmann war Johann von Schwarzenberg. 1464 wurde nach dem Zerfall der Burg Heinzenberg die dortige Kapelle mit Genehmigung des Papstes nach Wartenstein verlegt. Den Anteil des Grafen von Nassau-Saarbrücken und des Wirich von Daun erwarb der Herr von Kriechingen und Pittigen, dessen Sohn Johann im Jahre 1519 von Erzbischof Richard von Trier belehnt wurde.
1566 wurde die Burg gewaltsam durch Graf Sebastian von Falkenstein, Herr zu Oberstein und Bruch besetzt. Als Ludwig von Schwarzenberg im Jahre 1583 starb, zog Kurtrier alle Anteile ein. Doch Johann von Warsberg, ein Schwiegersohn Ludwigs, erhob Einspruch und verlangte im Jahre 1585 seine Belehnung mit dem ganzen Schloss. Er erhielt diese Belehnung, musste jedoch Kurtrier das Recht der Huldigung, das Öffnungsrecht, die Militärhoheit, die Reisefron und die Schatzung (Vermögensabgabe) einräumen. Wartenstein bildete damals den Mittelpunkt eines Amtes Weiden mit den Dörfern Weiden, Herborn, Hahnenbach und Anteilen an Niederhosenbach.
Außer den Resten eines Wohnbergfrieds sind von der ursprünglichen Anlage keine Bauwerke mehr vorhanden. An Stelle der ehemaligen Ringmauer steht heute das in den Jahren 1704 und 1728 errichtete Wohnschloss, ein zweigeschossiges Bruchsteingebäude. Die Verbandsgemeinde Kirn-Land übernahm 1993 das Anwesen im Rahmen eines Erbbaurechtsvertrages. Umfangreiche Sanierungsarbeiten an der teilweise ruinösen Gebäudesubstanz wurden in den folgenden Jahren ausgeführt.
Im Frühjahr 2006 wurde auf Schloss Wartenstein die Erlebniswelt „Wald und Natur“ mit einer Informationsstelle des Naturparks Soonwald-Nahe eröffnet.

## Das Schloss heute

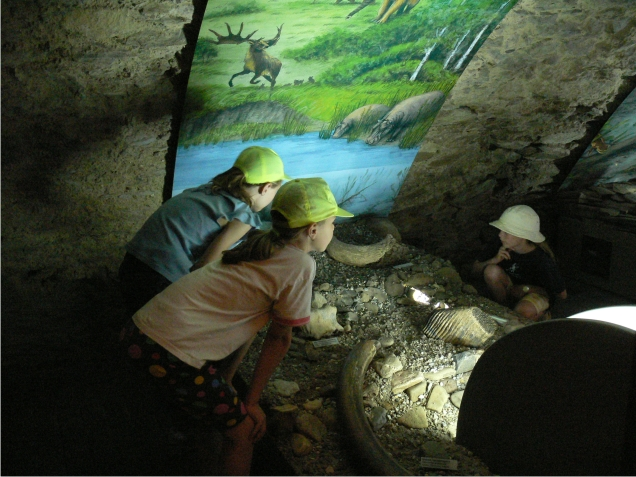
Erlebniswelt "Wald und Natur"

In der Erlebniswelt „Wald und Natur“ wird die vielgestaltige Landschaft der Region präsentiert und erklärt.
Das Thema Niederwald ist in den ehemaligen Ställen und dem  Kavaliershaus untergebracht. Die Bewirtschaftung des Niederwalds zur Gewinnung der Lohrinde wird dabei vermittelt. Gefährdete Tierarten, wie das Haselhuhn oder die Wildkatze werden in drei Niederwalddioramen vorgestellt. Diese Tiere, aber auch viele charakteristische Pflanzen, sollen vermitteln, wie eine einst intensiv genutzte Landschaft aus Menschenhand vielfältige Lebensräume für Tiere und Pflanzen schaffen konnte.
Im Gewölbekeller zeigen Großillustrationen in Kombination mit Gesteinen und Fossilien einen Eindruck vom urgeschichtlichen Formenschatz der Region.
Der letzte Bewohner des Schlosses, der Förster Karl von Pidoll, diente über viele Jahrzehnte als Schloss- und Forstverwalter für die Herren von Warsberg. In einer eigens für ihn eingerichteten Försterstube wird in Geschichten und Anekdoten an das Leben und Wirken des Lützelsoon-Originals erinnert.

## Veranstaltungen

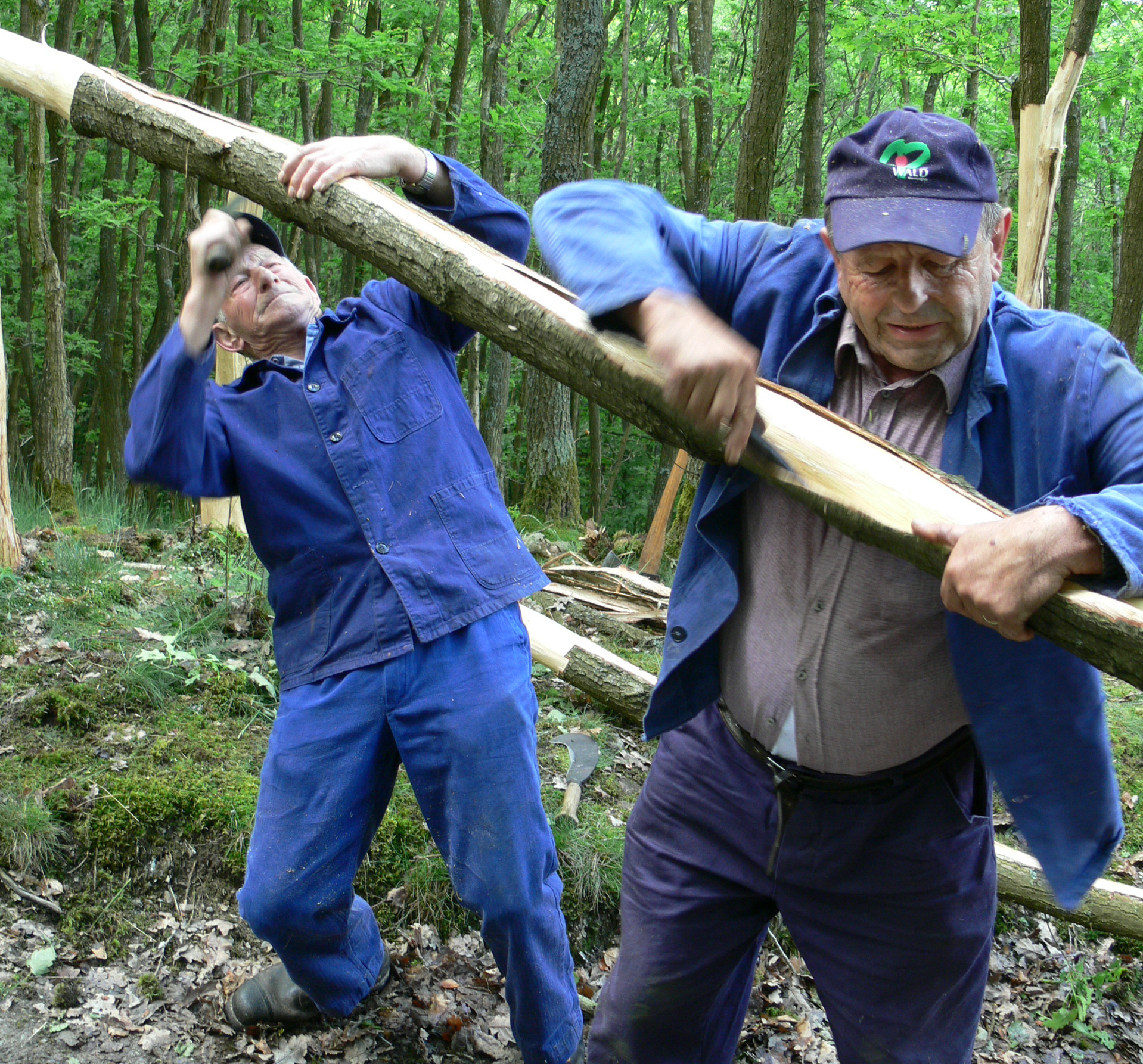
Lohmachen

Jährlich im Mai findet das „Lohmacher Fest“ auf Schloss Wartenstein statt. Bei dem Fest steht das Lohmachen – das Schälen der gerbstoffreichen Eichenrinde zur Gewinnung der Gerberlohe – im Mittelpunkt und wird auf dem Naturerlebnispfad des Schlosses demonstriert.
Das Schlossfest findet am zweiten Septemberwochenende statt.